# Beau malheur
Beau malheur – singel Emmanuela Moire promujący album Le chemin, wydany 18 lutego 2013 przez Mercury Records.
Singel notowany był na 11. miejscu walońskiego zestawienia sprzedaży Ultratop 50 Singles w Belgii, a także 11. pozycji na liście Top Singles & Titres we Francji.
Utwór nominowany był w 2013 w kategorii „francuska piosenka roku” podczas piętnastej edycji rozdania nagród NRJ Music Awards.
Za mastering utworu odpowiedzialny był Tim Young.

## Lista utworów
- Promo, digital download[1]

1. „Beau malheur” – 3:37

## Pozycja na liście sprzedaży
| Kraj    | Notowanie (2013)     | Najwyższa pozycja |
| ------- | -------------------- | ----------------- |
| Belgia  | Ultratop 50 Singles  | 11                |
| Francja | Top Singles & Titres | 11                |